# 라트비아의 재외공관 목록

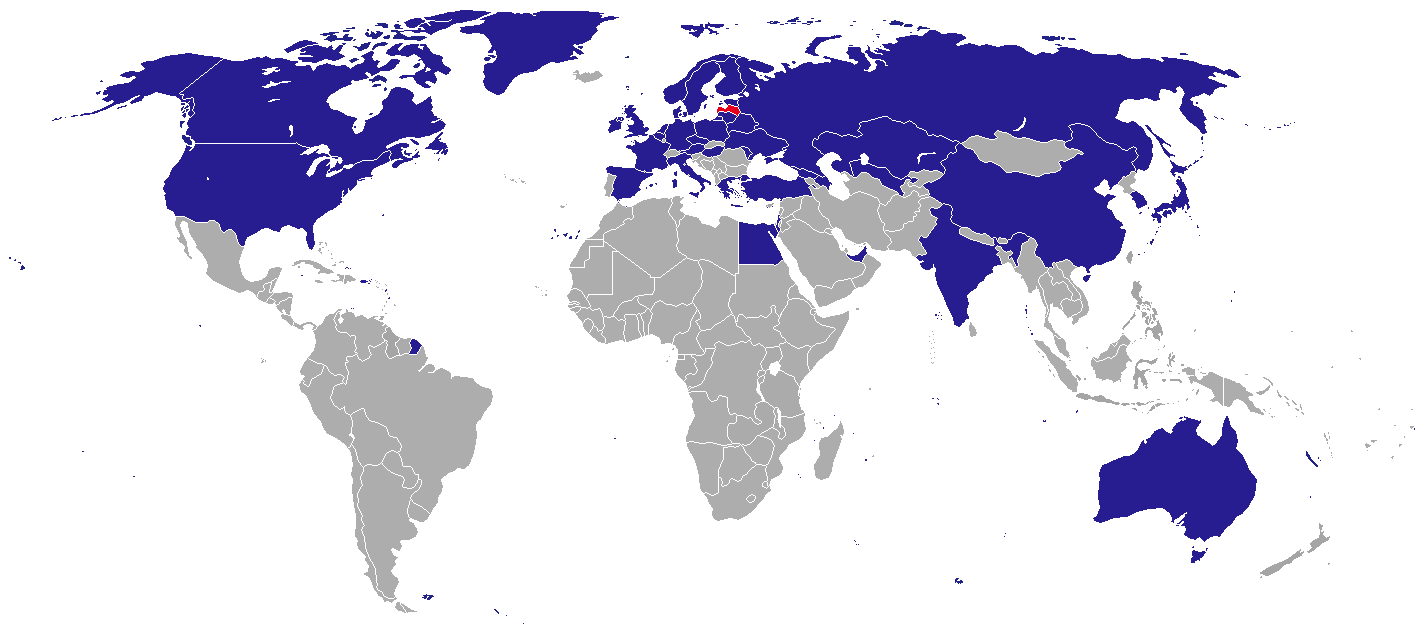
라트비아의 재외공관

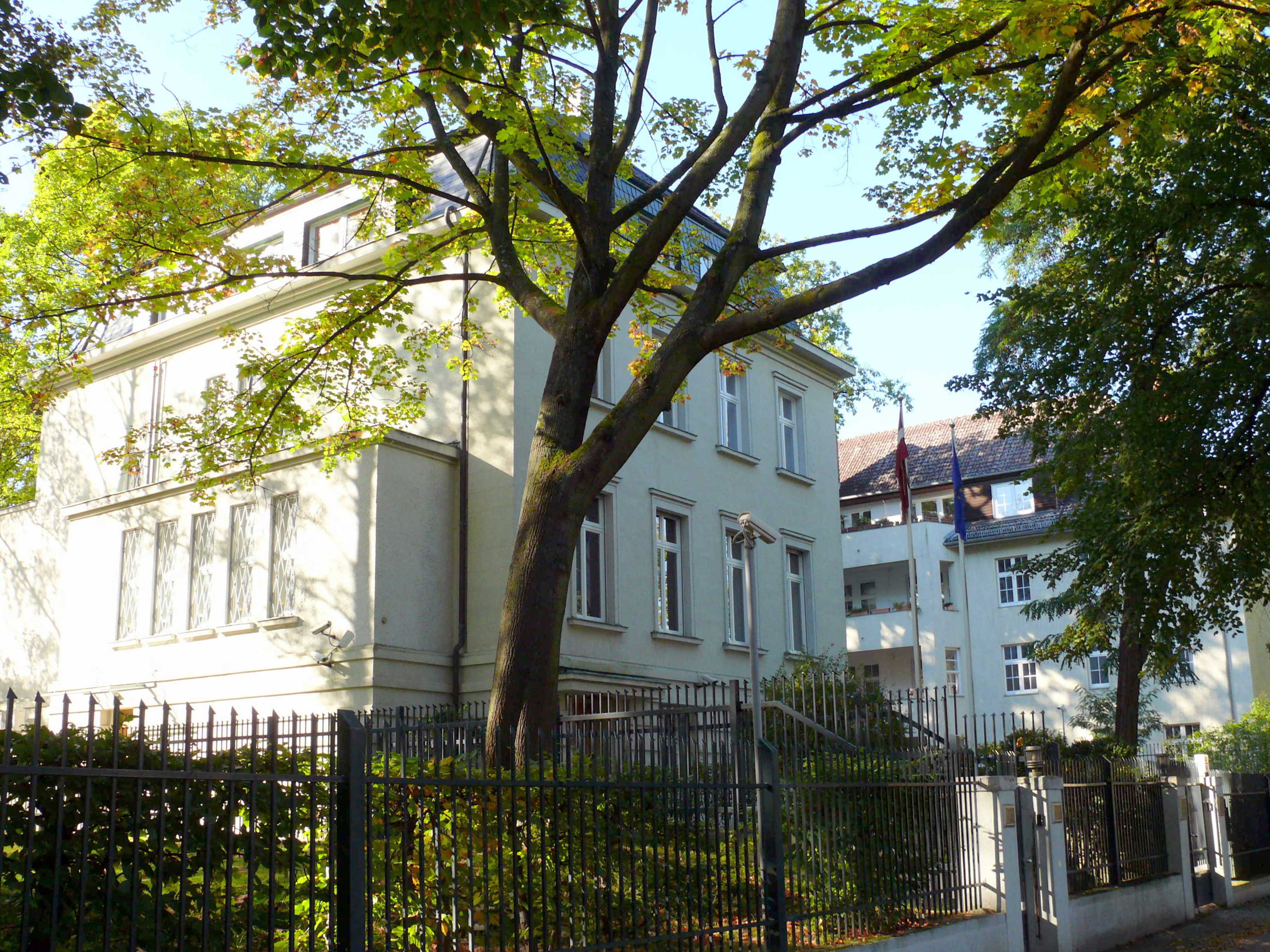
베를린 주재 라트비아 대사관

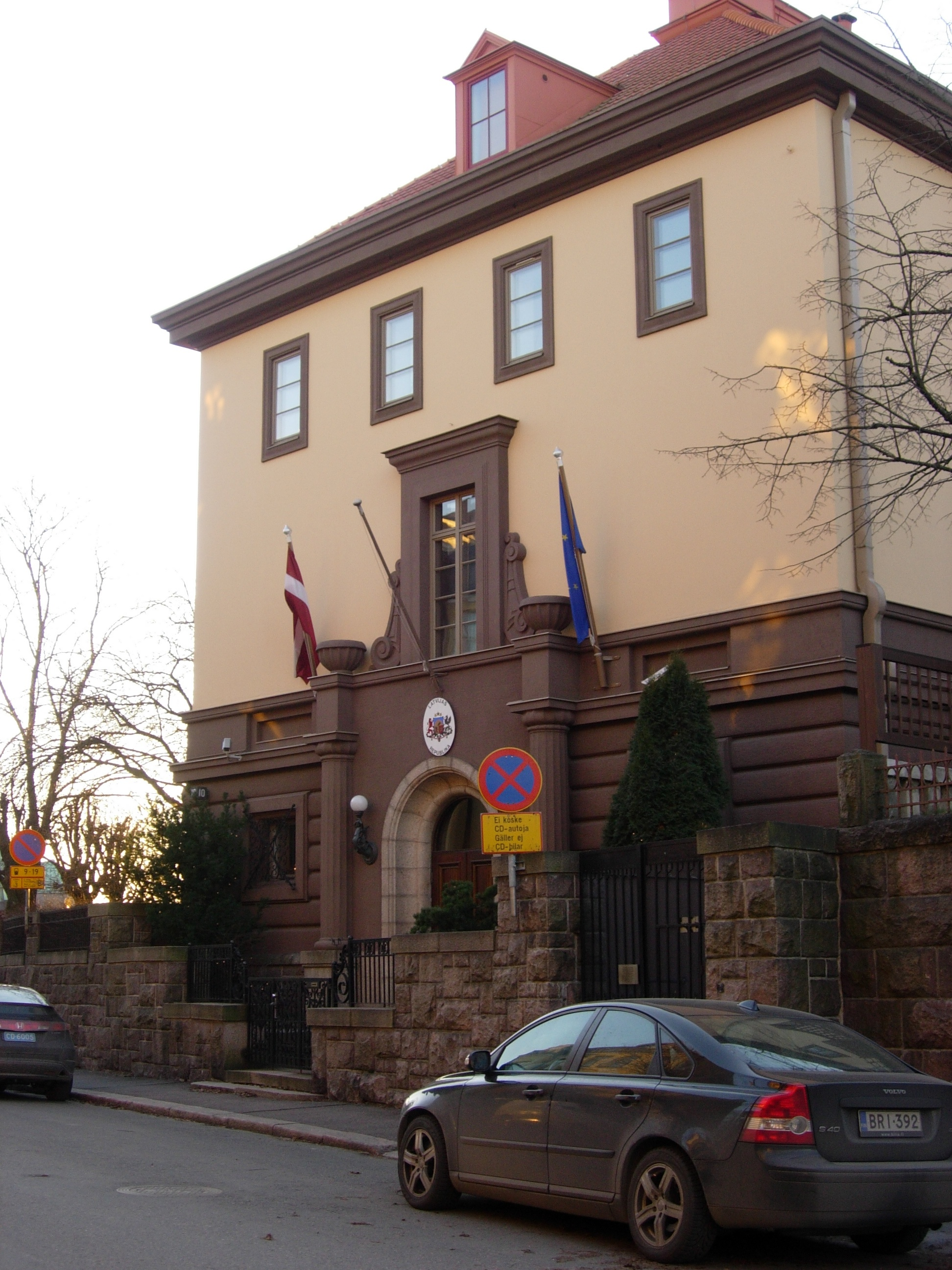
헬싱키 주재 라트비아 대사관

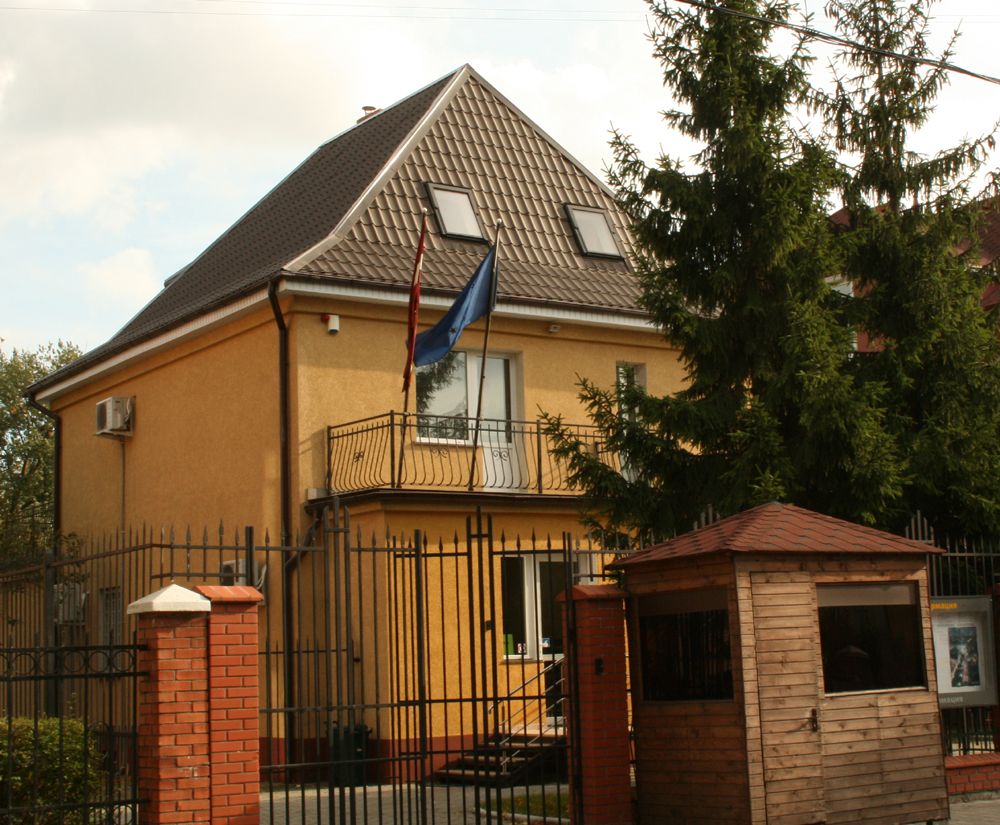
칼리닌그라드 주재 라트비아 영사부

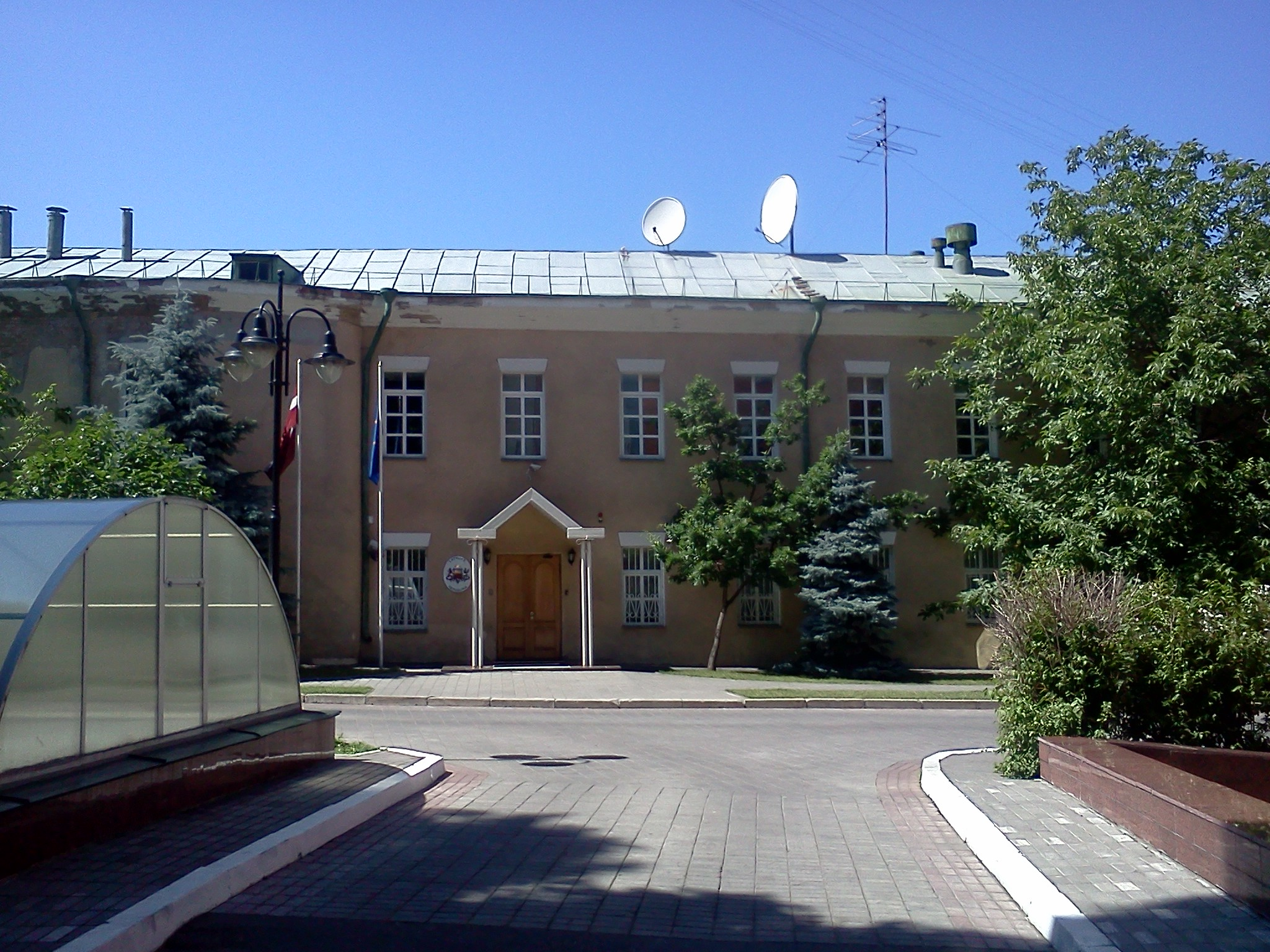
키예프 주재 라트비아 대사관

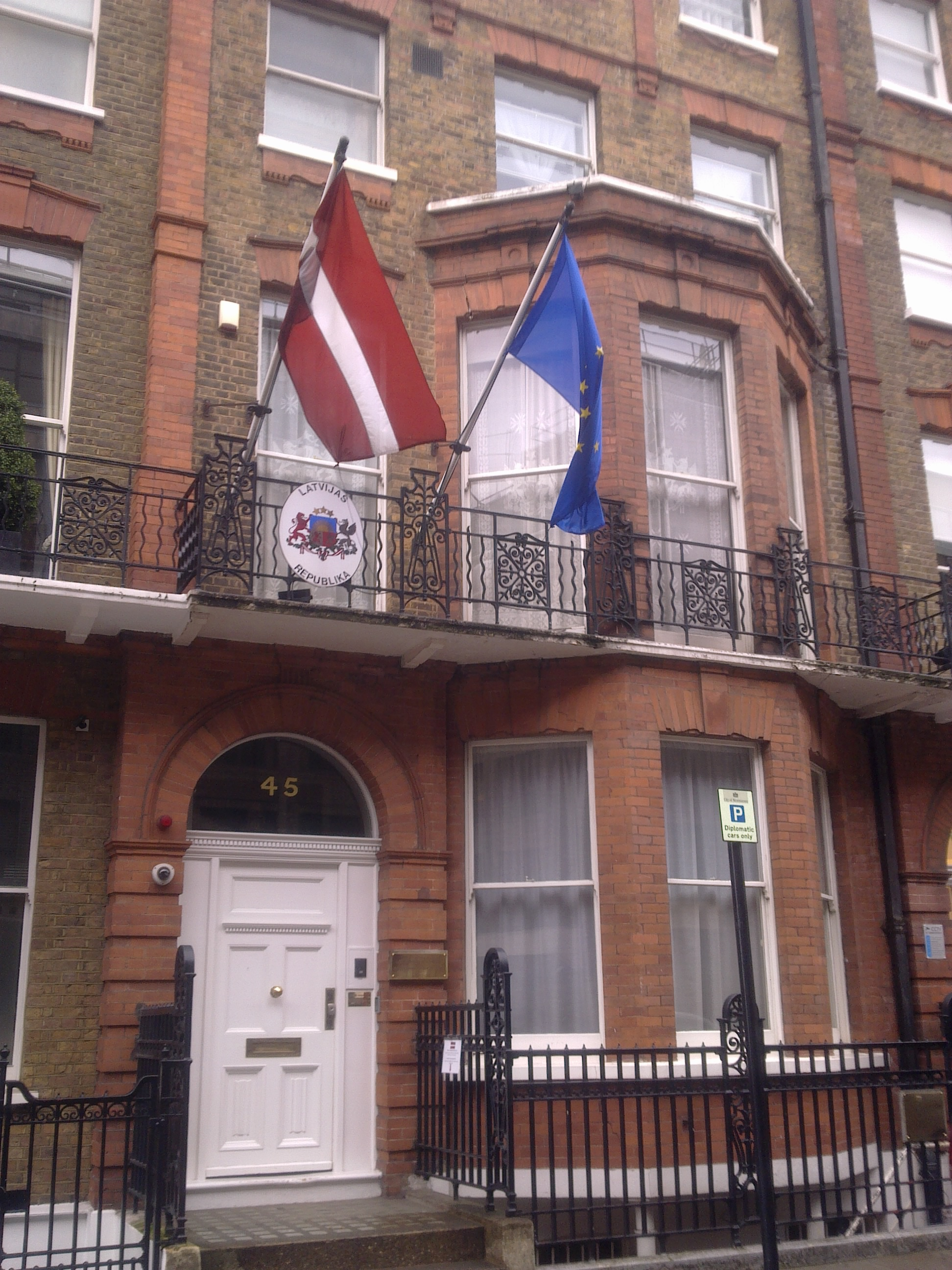
런던 주재 라트비아 대사관

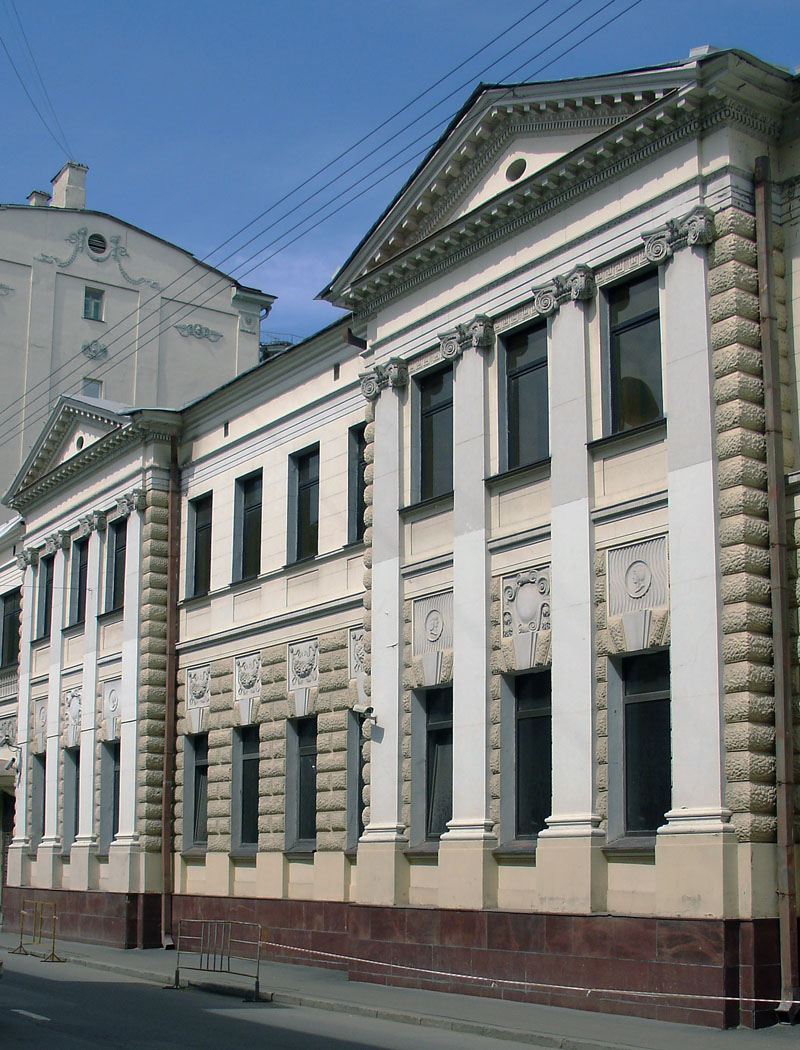
모스크바 주재 라트비아 대사관

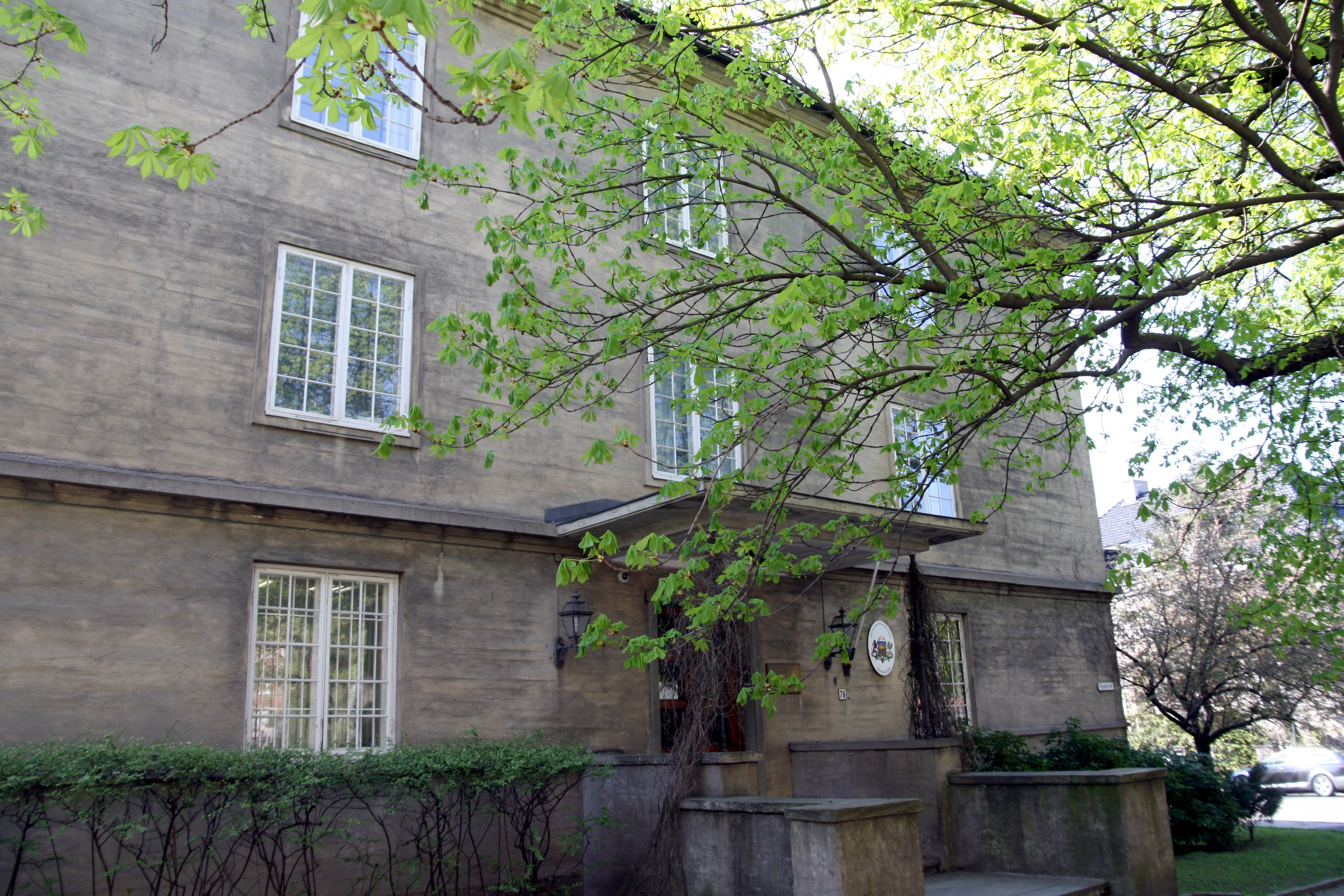
오슬로 주재 라트비아 대사관

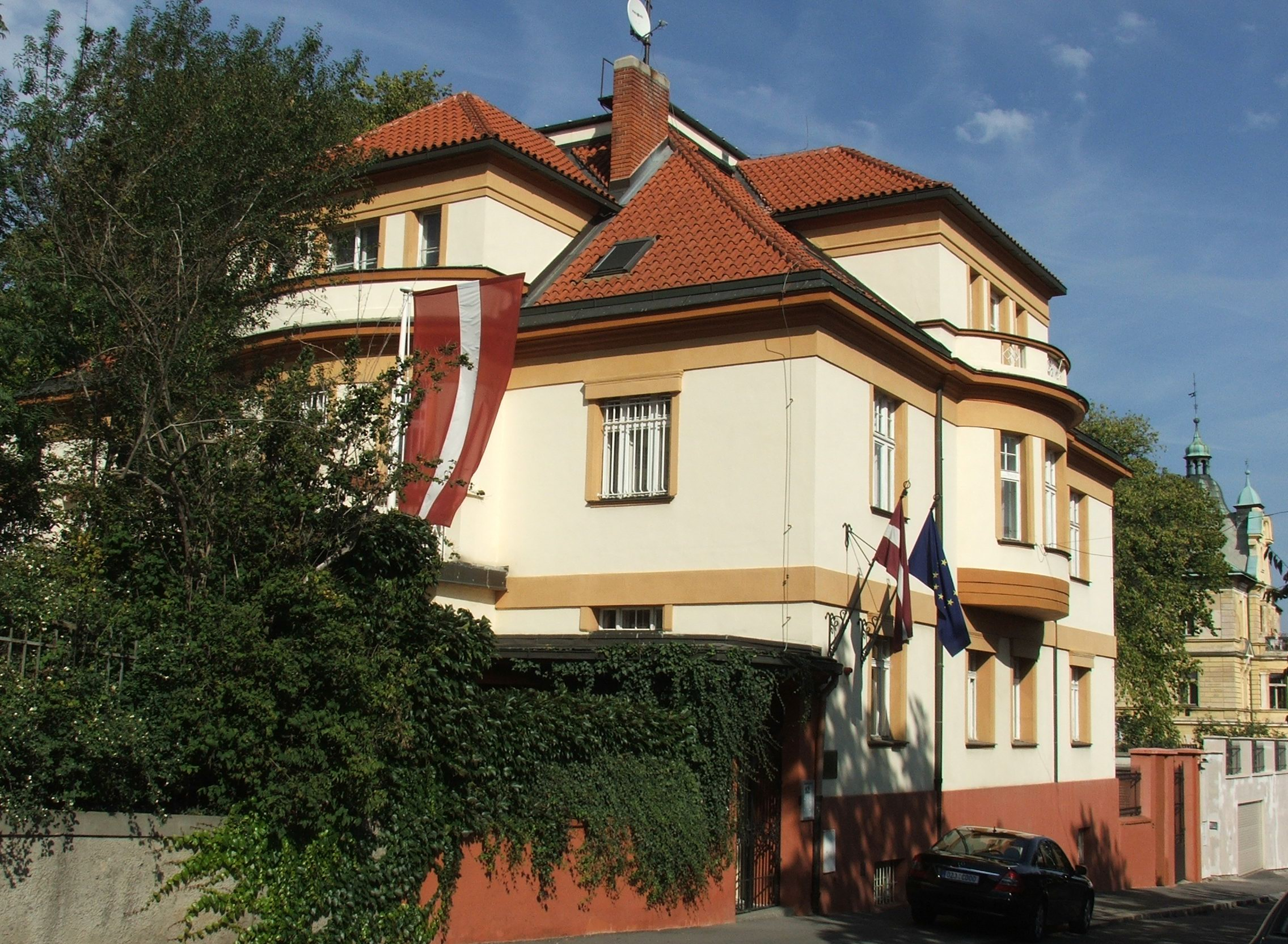
프라하 주재 라트비아 대사관

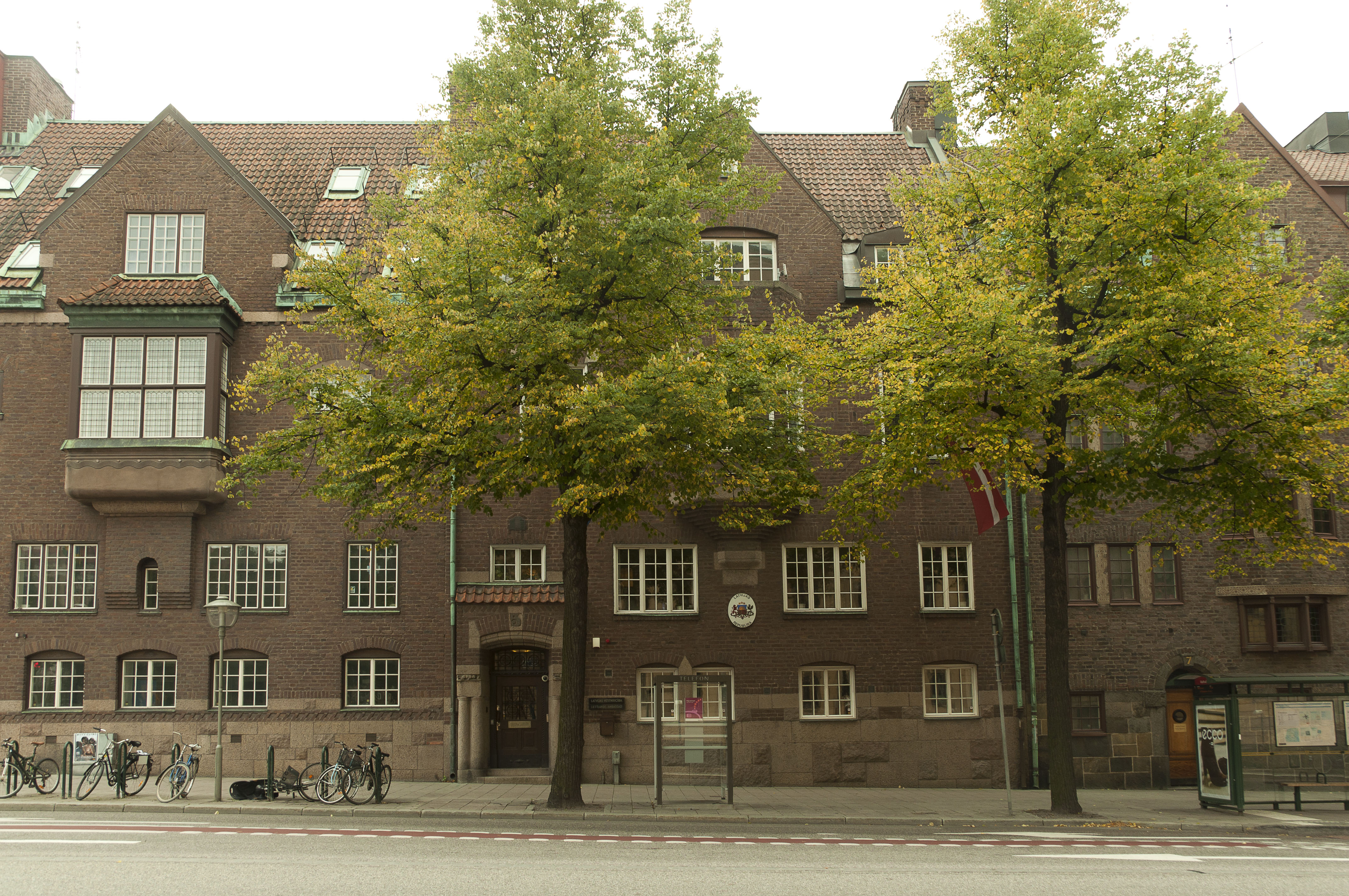
스톡홀름 주재 라트비아 대사관

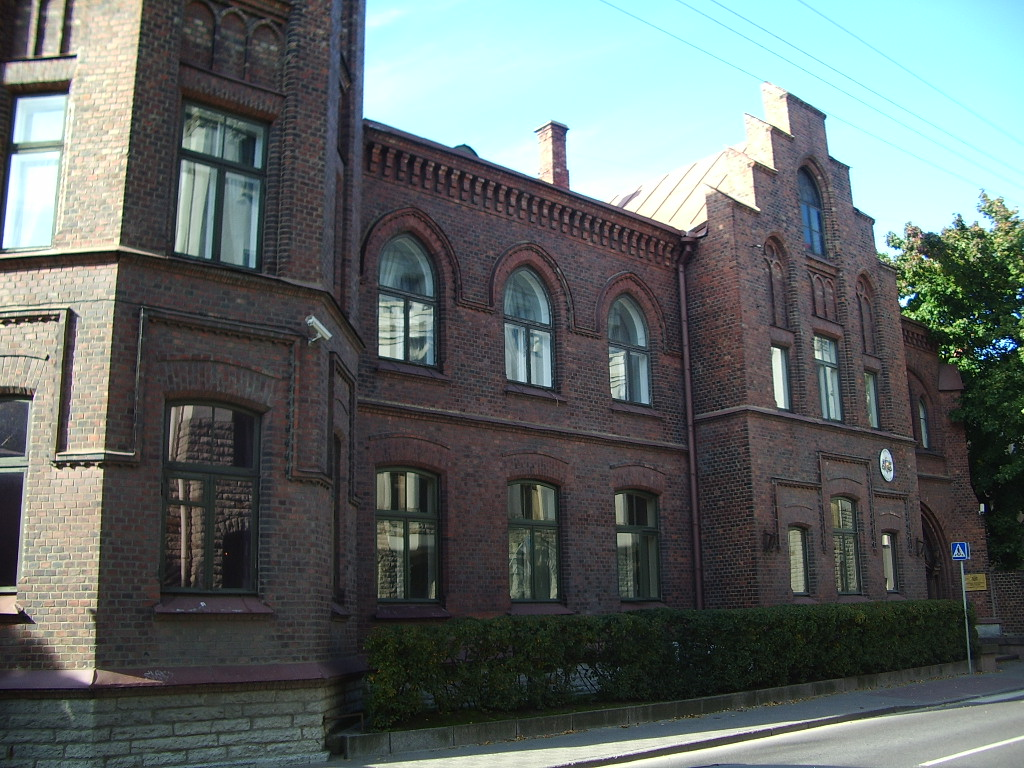
탈린 주재 라트비아 대사관

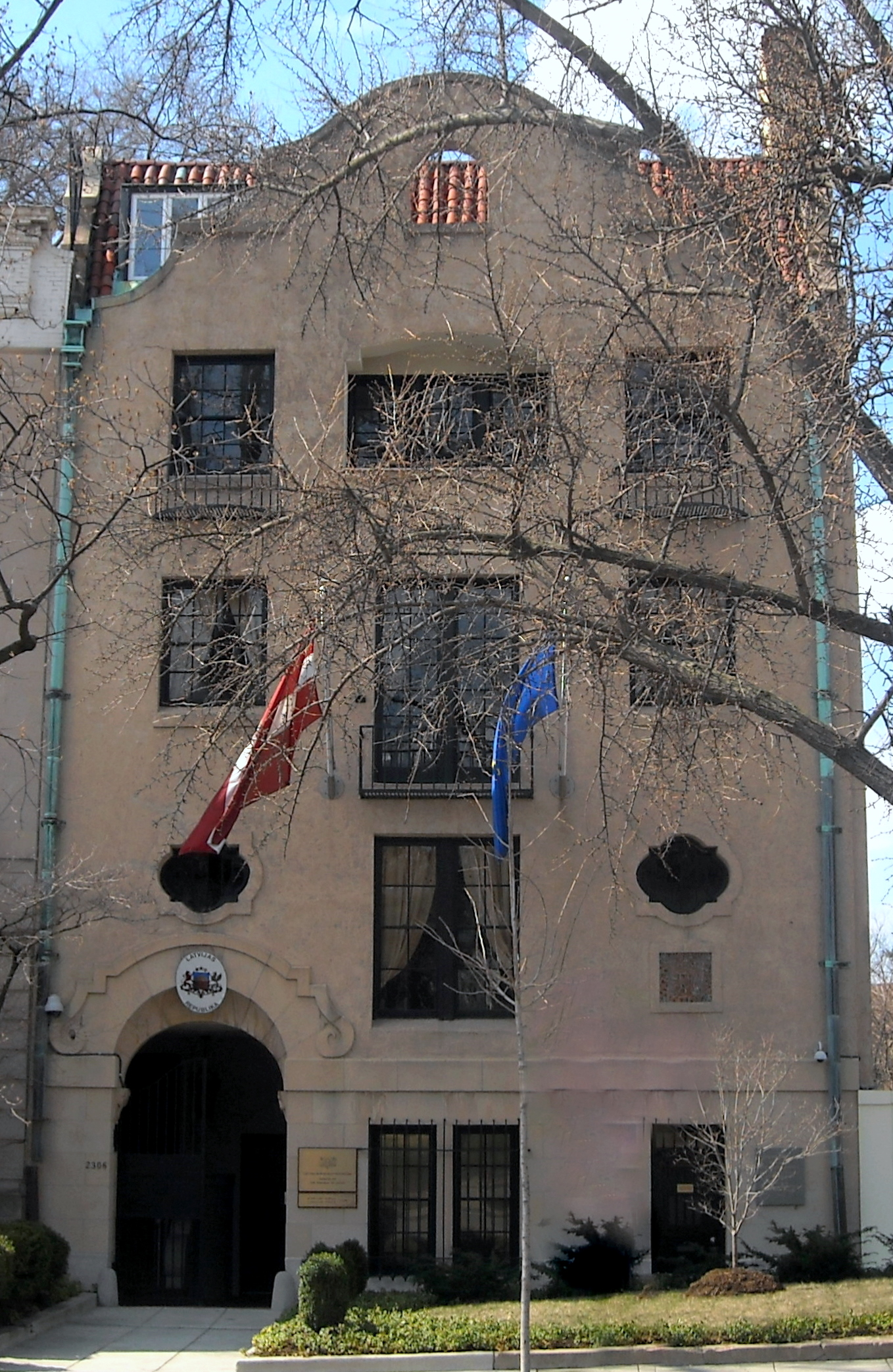
워싱턴 D.C. 주재 라트비아 대사관

아래는 라트비아의 재외공관 목록이다.

## 아프리카
- 이집트: 카이로 (대사관)

## 아메리카
- 미국: 워싱턴 D.C. (대사관), 뉴욕 (총영사관)
- 캐나다: 오타와 (대사관)

## 아시아
- 대한민국: 서울특별시 (대사관)
- 아랍에미리트: 아부다비 (대사관)
- 아제르바이잔: 바쿠 (대사관)
- 우즈베키스탄: 타슈켄트 (대사관)
- 이스라엘: 텔아비브 (대사관)
- 인도: 뉴델리 (대사관)
- 일본: 도쿄도 (대사관)
- 조지아: 트빌리시 (대사관)
- 중화인민공화국: 베이징시 (대사관)
- 카자흐스탄: 아스타나 (대사관)
- 튀르키예: 앙카라 (대사관)

## 유럽
- 그리스: 아테네 (대사관)
- 네덜란드: 헤이그 (대사관)
- 노르웨이: 오슬로 (대사관)
- 덴마크: 코펜하겐 (대사관)
- 독일: 베를린 (대사관), 본 (영사관)
- 러시아: 모스크바 (대사관), 칼리닌그라드 (영사부), 상트페테르부르크 (총영사관), 프스코프 (영사관)
- 리투아니아: 빌뉴스 (대사관)
- 몰도바: 키시너우 (대사관)
- 벨기에: 브뤼셀 (대사관)
- 벨라루스: 민스크 (대사관), 비쳅스크 (영사관)
- 스웨덴: 스톡홀름 (대사관)
- 스페인: 마드리드 (대사관)
- 아일랜드: 더블린 (대사관)
- 에스토니아: 탈린 (대사관)
- 영국: 런던 (대사관)
- 오스트리아: 빈 (대사관)
- 우크라이나: 키이우 (대사관)
- 이탈리아: 로마 (대사관)
- 체코: 프라하 (대사관)
- 포르투갈: 리스본 (대사관)
- 폴란드: 바르샤바 (대사관)
- 프랑스: 파리 (대사관)
- 핀란드: 헬싱키 (대사관)
- 헝가리: 부다페스트 (대사관)

## 대표부
- EU, NATO 라트비아 정부 대표부: 브뤼셀
- UN 라트비아 정부 대표부: 뉴욕, 빈, 제네바
- UNESCO 라트비아 정부 대표부: 파리
- FAO 라트비아 정부 대표부: 로마
- 유럽 평의회 라트비아 정부 대표부: 스트라스부르